# Глембока (Горлицький повіт)
Глембока (пол. Głęboka) — село в Польщі, у гміні Беч Горлицького повіту Малопольського воєводства.
Населення — 497 осіб (2011).
У 1975-1998 роках село належало до Кросненського воєводства.

## Демографія
Демографічна структура станом на 31 березня 2011 року:
|          | Загалом | Допрацездатний вік | Працездатний вік | Постпрацездатний вік |
| -------- | ------- | ------------------ | ---------------- | -------------------- |
| Чоловіки | 244     | 57                 | 156              | 31                   |
| Жінки    | 253     | 51                 | 142              | 60                   |
| Разом    | 497     | 108                | 298              | 91                   |